# درجات أهل الحديث
علم الحديث علم مستقل بذاته في علوم الدين وهو من أشرفها بعد كتاب الله، ونَقَلة الحديث وآثار الصحابة، والتابعين لهم ممن عاصرهم ولم ير الرسول -ﷺ -، هم نقلة الدين. كما قيل:

## ميزات مدرسة الحديث
و لمدرسة الحديث، قواعد دقيقة، غاية الدقة في نقل أحاديث الدّين، أحاديث تفسير القرآن، وأحاديث العقيدة، وأحاديث الفقه، وأحاديث الآداب، وأحاديث الترغيب والترهيب، وأحاديث الزهد، وأحاديث أخبار الأمم والملوك.
و لأهل مدرسة الحديث، الذين رسخت قدمهم في الحديث، وفنت أعمارهم في ضبطه ونقله وجمعه، فحازوا الشرف من الله بحفظ دينه عن التبديل والتحريف، وتبليغه إلى الناس بغير تدليس ولا تلبيس، ألقاب مَوْسومون بها تدّل على مكانتهم الرفيعة في الدين، ودرجاتهم العالية فيه.

## درجات الرواية والدراية والاختلاف في تحديدها
ليس هنالك من اتفاق على أسس لتلك الألقاب، فلم يقف علماء المسلمين على تحديدها، فاختلفت عند كلٍ منهم، لكن يمكن الحفاظ على الترتيب، وأوسع ما قيل فيهم ما جاء في كتاب «جواب الحافظ المنذري»: (إن «الحافظ» و«الحجة» و«الحاكم» لقبٌ لمن يحفظ كذا مئة ألف حديث).
أما بيان الاختلاف فمن مثل ذلك:
- جاء في ملتقى الخطباء:[3]

- الدرجة الأولى: الراوي:
الراوي، من ينقل الحديث، وهم على طبقات ومرتبات.
- الدرجة الثانية: الشيخ: الشيخ، من له نُسخة كتاب جامع لعدة أحاديث، منكب على تلقِينها لطالبي الحديث.
- الدرجة الثالثة المحدث:
المُحدث، العالم بعلم الحديث، وأحوال رجاله، وكتب الحديث والمسانيد.
- الدرجة الرابعة الحافظ:
الحافظ، من يحفظ سبعمائة ألف حديث.
- الدرجة الخامسة الحاكم:
الحاكم، من أحاط بالحديث علما، بحيث إذا ذُكر له حديث، فقال لم يبلغني، أو لم أعرفه، فلا أصل للحديث.
- درجة أمير المؤمنين في الحديث:
درجة أمير المؤمنين في الحديث، لُقِّب به، الإمام البخاري، صاحب الصحيح.
- جاء في كتاب تذكرة الحفاظ لأُبيّ الذهبي:[4]

- الدرجة الأولى: المسنِد:
وهو من يروي الحديث بإسناده، سواءً كان عنده علم به أو ليس له إلا مجرد الرواية.
- الدرجة الثانية المحدث:

المُحدث، وقد شرحه ابن سيد الناس في كتابه بقوله:
| درجات أهل الحديث | من اشتغل بالحديث روايةً ودراية، وجمع رواة، واطلع على كثيرٍ من الرواة والروايات في عصره، وتميز في ذلك حتى عرف فيه خطه واشتهر فيه ضبطه. | درجات أهل الحديث |

- الدرجة الثالثة الحافظ:
الحافظ، وهو أرفع من المحدث، وهو – حسب ابن الجزري – من روى ما يصل إليه ووعى ما يُحتاج إليه.
- الدرجة الرابعة: الحجة:
وهو الحافظ عظيم الإتقان، والمدقق فيما يحفظ من الأسانيد والمتون تدقيقًا بالغًا ليصل حينذاك إلى لقب الحجة. وقد عرفه المتأخرون من العلماء بأنه الذي يحفظ ثلاثمائة ألف حديث مع معرفة أسانيدها ومتونها.
- الدرجة الخامسة: الحاكم:
الحاكم، من أحاط بجميع الحديث علمًا، فلا يفوته إلا اليسير.
- الدرجة السادسة: أمير المؤمنين في الحديث:
وهو الذي فاق في الحفظ والإتقان في علم الحديث، وقد حصل على اللقب عددٌ محدود من علماء الحديث، منهم: سفيان الثوري، وعبد الله بن المبارك، وأحمد بن حنبل، والبخاري، ومسلم بن الحجاج.
- بينما صنف محمد بن علي الشافعي الشنواني المراتب في كتابه بطريقة مختلفة، فقال:[6] المراتب عند علماء الحديث خمس:

- الأولى: الطالب: وهو المبتدئ.
- الثانية: المحدث: وهو من يأخذ الرواية عن غيره ويقتصر على الدراية.
- الثالثة الحافظ: وتقدم.
- الرابعة الحجة: وهو من يحفظ ثلاثمائة ألف حديث.
- الخامسة: الحاكم: وهو من أحاط بجميع السنة.
- وجاء في كتاب أصول كتابة البحث العلمي ومناهجه ومصادر الدراسات الإسلامية: | درجات أهل الحديث | واختلف العلماء في لقب "الحافظ" فقيل هو الذي يحفظ ثلاثمائة ألف حديث بأسانيدها ومتونها، وقيل خمسمائة ألف، وقد كان الإمام أبو زُرعة الرازي يحفظ ستمائة ألف حديث. ويقول الإمام أحمد بن حنبل "أحفظ ألف ألفِ حديث. | درجات أهل الحديث |.[7]
- بينما جاء في كتاب «حاشية الشنواني على إتحاف المريد شرح جوهرة التوحيد»:[6] | درجات أهل الحديث | والحافظ من يحفظ مائة ألف حديث. | درجات أهل الحديث |.
- وجاء في شرح نزهة النظر:[8] | درجات أهل الحديث | ثم المراد من الشيخ هو الكامل في فنه ولو شاباً، الإمام أي المقتدى به، وهو إمام أئمة الأنام، الحافظ هو من أحاط علمه بمئة ألف حديث، ثم بعده الحجة، وهو من أحاط علمه بثلاثمئة ألف حديث، ثم الحاكم وهو الذي أحاط علمه بجميع الأحاديث المروية متناً واسناداً وجرحاً وتعديلاً وتاريخاً، كذا قاله جماعة من المحققين. | درجات أهل الحديث |

## وصلات خارجية
- ألقاب أهل الحديث ومراتبهم
- المحدث.. والحافظ.. الحجة.. الحاكم.. أمير المؤمنين «في الحديث»